# Koźle (Kędzierzyn-Koźle)
Koźle (cz. Kozlí, niem. Cosel) – część miasta Kędzierzyna-Koźla (województwo opolskie), nad Odrą, w pobliżu ujścia Kanału Gliwickiego i Kłodnicy do Odry, na Górnym Śląsku.
Koźle prawa miejskie otrzymało w 1281 (lokowane było na prawie magdeburskim) i należy do najstarszych miejscowości śląskich. Było stolicą księstwa piastowskiego. 30 października 1975 włączone do miasta Kędzierzyna, które 3 listopada 1975 przemianowano na Kędzierzyn-Koźle. Nadal wyraźnie odrębne terytorialnie. Jego granice z 1975 roku dzielą się na obecnie na osiedla administracyjne: Południe, Rogi, Stare Miasto i Zachód.
Koźle jest jednym z większych portów śródlądowych w Polsce i węzłem drogowym. Są tu dwie stacje kolejowe. Przemysł stoczniowy, maszynowy, spożywczy, eksploatacja kruszywa.

## Toponimia

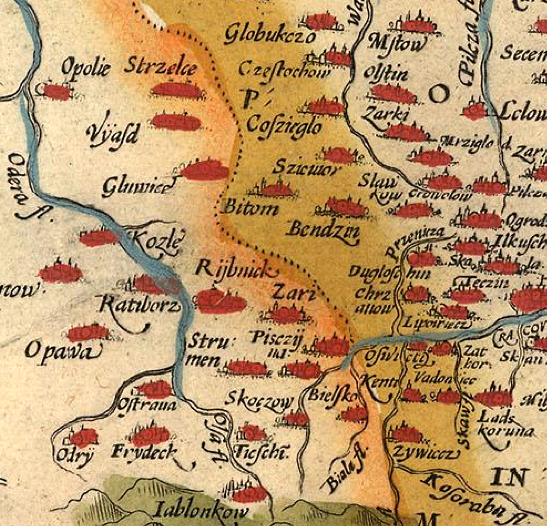
Koźle na mapie Wacława Grodzieckiego z 1592 roku.

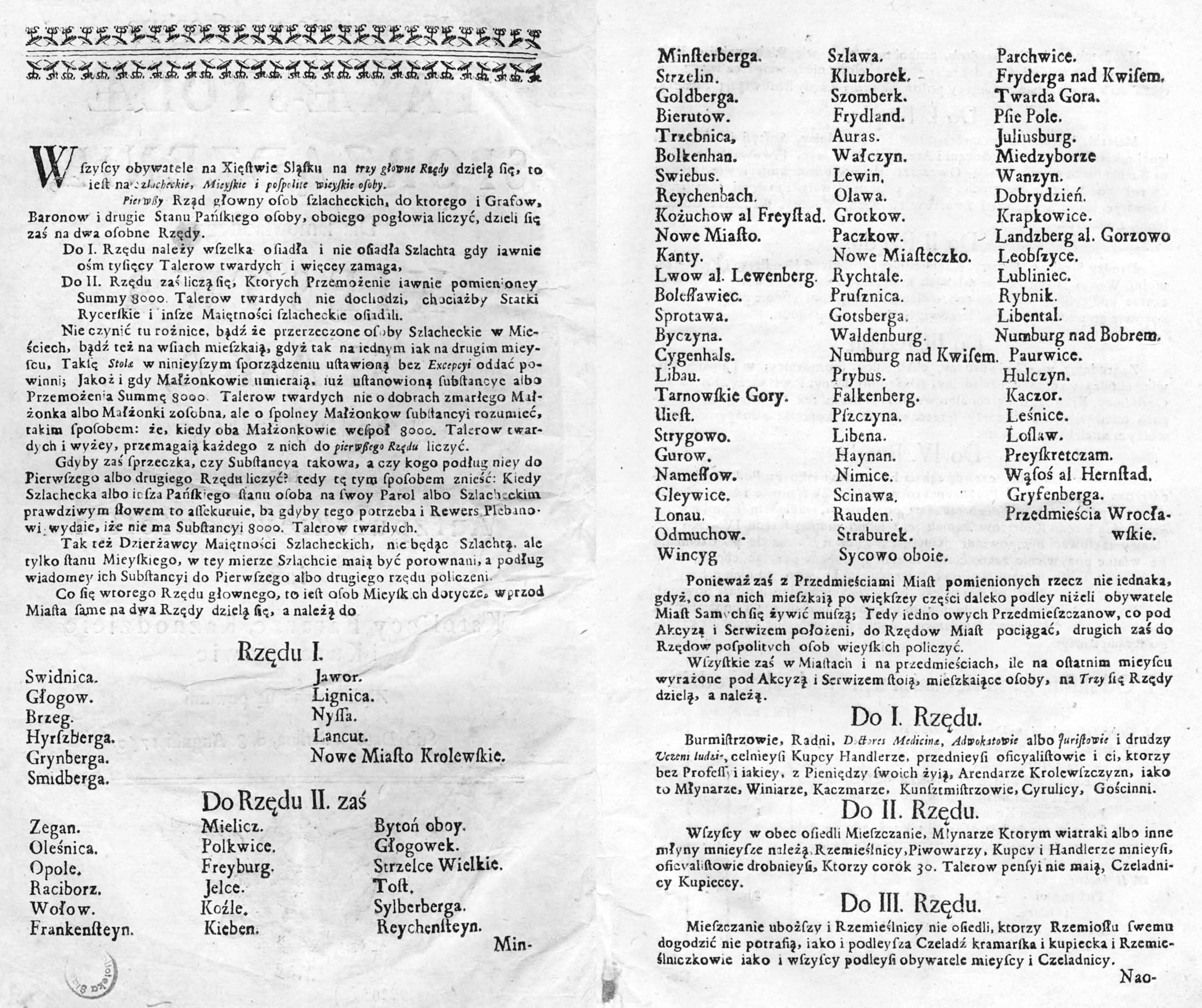
Nazwa Koźle wśród innych nazw śląskich miejscowości w urzędowym pruskim dokumencie z 1750 roku wydanym w języku polskim w Berlinie.

Nazwa pochodzi od polskiej nazwy kozioł. Niemiecki nauczyciel Heinrich Adamy w swoim dziele o nazwach miejscowych na Śląsku wydanym w 1888 roku we Wrocławiu wymienia nazwę miasta zanotowaną w dokumencie z 1104 roku Koźle podając jej znaczenie „Burg der drei kastellane Koziol (das heist Ziegenbock)” – „Miasto trzech kasztelanów Kozłów”, co zostało uwidocznione w herbie miasta. W kolejnym miejscu wymienia miasto na liście śląskich miejscowości, których nazwy wywodzą się od nazwy kozioł – „von koza = Ziege und koziel = Ziegenbock” notując ją w obecnej polskiej formie Koźle – „Stadt des Ziegenbock”.
Nazwa Koźle pojawiła się po raz pierwszy w Kronice Anonima zwanego Gallem (spisana w latach 1112–1116). Koźle było wówczas ufortyfikowanym obronnym grodem – Gall Anonim zanotował nazwę miejscowości w formie Kosle podając informację: „Tymczasem zwiastowano mu właśnie, że gród Koźle na pograniczu czeskim spłonął...” Miejscowość została wzmiankowana w łacińskim dokumencie papieża Grzegorza IX wystawionym 26 maja 1230 roku w obecnie używanej polskiej formie Kozle we fragmencie in Kozle castellaturam de Racziborz circa Rybnik.
W księdze łacińskiej Liber fundationis episcopatus Vratislaviensis (pol. Księga uposażeń biskupstwa wrocławskiego) spisanej za czasów biskupa Henryka z Wierzbna w latach 1295–1305 miejscowość wymieniona jest w zlatynizowanej formie Cosla. W 1475 roku w łacińskich statutach Statuta synodalia episcoporum Wratislaviensium miejscowość wymieniona jest w zlatynizowanej formie Cosle. W roku 1613 śląski regionalista i historyk Mikołaj Henel z Prudnika wymienił miejscowość w swoim dziele o geografii Śląska pt. Silesiographia podając jej łacińskie nazwy: Cosla, Cozla.
W pruskim urzędowym dokumencie z 1750 roku wydanym języku polskim w Berlinie przez Fryderyka Wielkiego wymienione jest Koźle pośród innych śląskich miejscowości.
W alfabetycznym spisie miejscowości na terenie Śląska wydanym w 1830 roku we Wrocławiu przez Johanna Knie miejscowość występuje pod nazwą niemiecką Kosel oraz polską Koźle. Nazwę Koźle w książce „Krótki rys jeografii Szląska dla nauki początkowej” wydanej w Głogówku w 1847 wymienił śląski pisarz Józef Lompa. Polską nazwę Kędzierzyn oraz niemieckie Kandrzin i stację kolejową Kosel-Kandrzin wymienia Słownik geograficzny Królestwa Polskiego wydany na przełomie XIX i XX wieku.

## Historia

### Średniowiecze
Gród był położony w ważnym strategicznie miejscu, na skrzyżowaniu szlaków handlowych z Opawy do Opola i Wrocławia oraz z Pragi do Bytomia i Krakowa.
Koźle było jednym z najstarszych grodów na Śląsku o dużym znaczeniu militarnym. Pierwszy gród zbudował prawdopodobnie Mieszko I w 983 roku . W 1106 doszło do spalenia Koźla, co Bolesław III Krzywousty uznał za część wojny z Czechami i pośpiesznie odbudował zniszczony gród. W 1108 doszło do bitwy z wojskami morawskimi w pobliżu Koźla, po której zajęto pobliski gród Racibórz. W 1133 gród Koźle został przejściowo zdobyty i spalony przez Czechów. W 1155 odbudowane miasto było siedzibą kasztelanii.
W 1202 księstwo opolsko-raciborskie z Koźlem było pod władaniem księcia Mieszka Plątonogiego. Zobacz: Książęta opolsko-raciborscy.
Około 1281 nastąpił podział księstwa opolskiego i Koźle weszło w skład księstwa kozielsko-bytomskiego (książę Kazimierz bytomski). Równocześnie Koźle otrzymało prawa miejskie na prawie niemieckim. W latach 1281–1355 Koźle znajdowało się w granicach księstwa kozielsko-bytomskiego (Piastowie śląscy). 10 stycznia 1289 książę Kazimierz bytomski złożył w Pradze hołd lenny królowi czeskiemu Wacławowi II.
W celu znalezienia środków na zrównoważenie budżetu książę bytomski rozpoczął rozsprzedawanie swojego dziedzictwa. Najpierw w 1334 zastawił za cztery tysiące grzywien srebra księciu raciborskiemu Leszkowi księstwo kozielskie, z tym jednak zastrzeżeniem, że w przypadku jego bezpotomnej śmierci Koźle na powrót ma wrócić w granice księstwa bytomskiego. W 1336 Koźle powróciło do księstwa bytomskiego – książę Władysław bytomski wydzielił wówczas tę dzielnicę najstarszemu synowi Kazimierzowi, a po jego śmierci w 1342 kolejnym księciem kozielskim został jego młodszy brat Bolesław bytomski.
W 1355 po śmierci księcia Bolesława bytomskiego księstwo bytomsko-kozielskie zostało podzielone pomiędzy najbliższych krewnych książąt i cieszyńskich. W okresie tych ciężkich sporów mieszczanie Koźla złożyli hołd lenny księżnej Beatrycze, córce zmarłego księcia Władysława Bytomskiego. Ostatecznie Koźle z terenami okolicznymi przypadło książętom z linii Piastów oleśnickich – książę Konrad I oleśnicki.
Przed 1373 w Koźlu osiedlili się pierwsi Żydzi (zajmowali się działalnością kredytową).
Przed 1431 wybudowano mury obronne miasta Koźla, z co najmniej czterema bramami. W mieście istniał kościół parafialny, kościół Bernardynów i ratusz. W 1431 wybudowano poza murami miejskimi klasztor Franciszkanów z kościołem. Na przełomie XV-XVI wieku miasto było ważnym ośrodkiem rzemiosła i handlu.
Na początku XV wieku starosta Górnego Śląska Jan Bielik zaczął skupywać rozdrobnione ziemie śląska opolskiego. W 1477 wykupił on od książąt oleśnickich księstwo kozielskie. Jan Bielik wpadł jednak w niełaskę króla Czech i Węgier Władysława Jagiellończyka (syn króla polskiego Kazimierza IV Jagiellończyka), który w 1490 sprzedał Koźle Pucie von Riesenberg ze Švihova. W 1509 jego syn, Wilhelm von Riesenberg sprzedał księstwo kozielskie księciu opolskiemu Janowi Dobremu. Jan II nigdy się nie ożenił i nie miał następców. Powodem według wiarygodnych źródeł była impotencja.

### Habsburgowie
W 1526 zmarł król Czech i Węgier Ludwik II Jagiellończyk, ostatni władca tych krajów z dynastii Jagiellonów. Jego następcą został arcyksiążę austriacki Ferdynand I Habsburg. Tym samym Koźle przeszło pod zwierzchnictwem Habsburgów.
Ostatni opolski Piast Jan II Dobry umarł bezpotomnie 27 marca 1532 w Raciborzu, a został pochowany w kościele św. Krzyża w Opolu. Po jego śmierci księstwo opolsko-raciborskie dostało się w całości w ręce margrabiego Jerzego Hohenzollerna (wyraził na to zgodę Ferdynand I Habsburg).
W pierwszej połowie XVI wieku Koźle posiadało 18 okolicznych wsi i 2 folwarki. Miasto Koźle posiadało około 170 domów i 1000 mieszkańców. Przeważała ludność polska.
W 1558 cesarz Ferdynand I Habsburg oddał w zastaw (za pieniądze) ziemie kozielsko-głogóweckie radcy cesarskiemu Ottonowi von Zedlitzowi z Prochowic. W 1559 cesarz wydał edykt nakazujący Żydom opuszczenie terenów dziedzicznych Habsburgów. W rezultacie tej decyzji, w 1563 zakazano tolerowania Żydów w Koźlu i na jego przedmieściach. Równocześnie, w 1563 Johann von Oppersdorff zakupił Koźle – tym samym przestało być ono miastem książęcym, a zaczęło być miastem prywatnym.
Na początku XVII wieku Koźle liczyło 235 domów i 1800 mieszkańców. W mieście znajdował się murowany dwupiętrowy ratusz. W latach 1562–1572 odbudowano zamek, którego mury obronne (w tym wieża i baszta obronna) były otoczone dwoma fosami.
W 1617 miasto Koźle z terenami przyległymi zostało sprzedane Andrzejowi Kochcickiemu.
Podczas wojny trzydziestoletniej (1618–1648) po bitwie na Białej Górze 1620 protestanci musieli uciekać z kraju, a ich dobra uległy konfiskacie. Podobny los spotkał Andrzeja Kochcickiego (aresztowany w 1633 i stracony w Wiedniu). Pożary zniszczyły Koźle w latach 1620, 1626 i 1633. W 1642 Koźle zdobyli i spalili Szwedzi. Podczas wojny trzydziestoletniej większość mieszkańców uciekła do Rzeczypospolitej.
W 1637 król Polski Władysław IV Waza zwrócił się do cesarza Ferdynand III Habsburg z żądaniem spłaty zaległych posagów żon zmarłego Zygmunta Wazy. Ostatecznie w 1645 zawarto porozumienie i na 50 lat do Polski przyłączono księstwo opolsko-raciborskie z dobrami kozielskimi. W 1666 po spłacie zaległego długu księstwo powróciło do Habsburgów.

### Twierdza Koźle
W 1739 kolejny pożar zniszczył większość zabudowy Koźla. Odbudowę miasta ograniczały wybudowane przez Austriaków umocnienia. Utworzono Twierdzę Koźle, która była austriacką twierdzą drugiej klasy. Wokół całego miasta wybudowano umocnienia ziemne (wał ziemny, mur i rów) w kształcie gwiazdy ośmioramiennej. Prace budowlane nie zostały ukończone.
W 1735 ziemie kozielskie przekazano hrabiemu Ferdinandowi von Plettenbergowi.

### Prusy

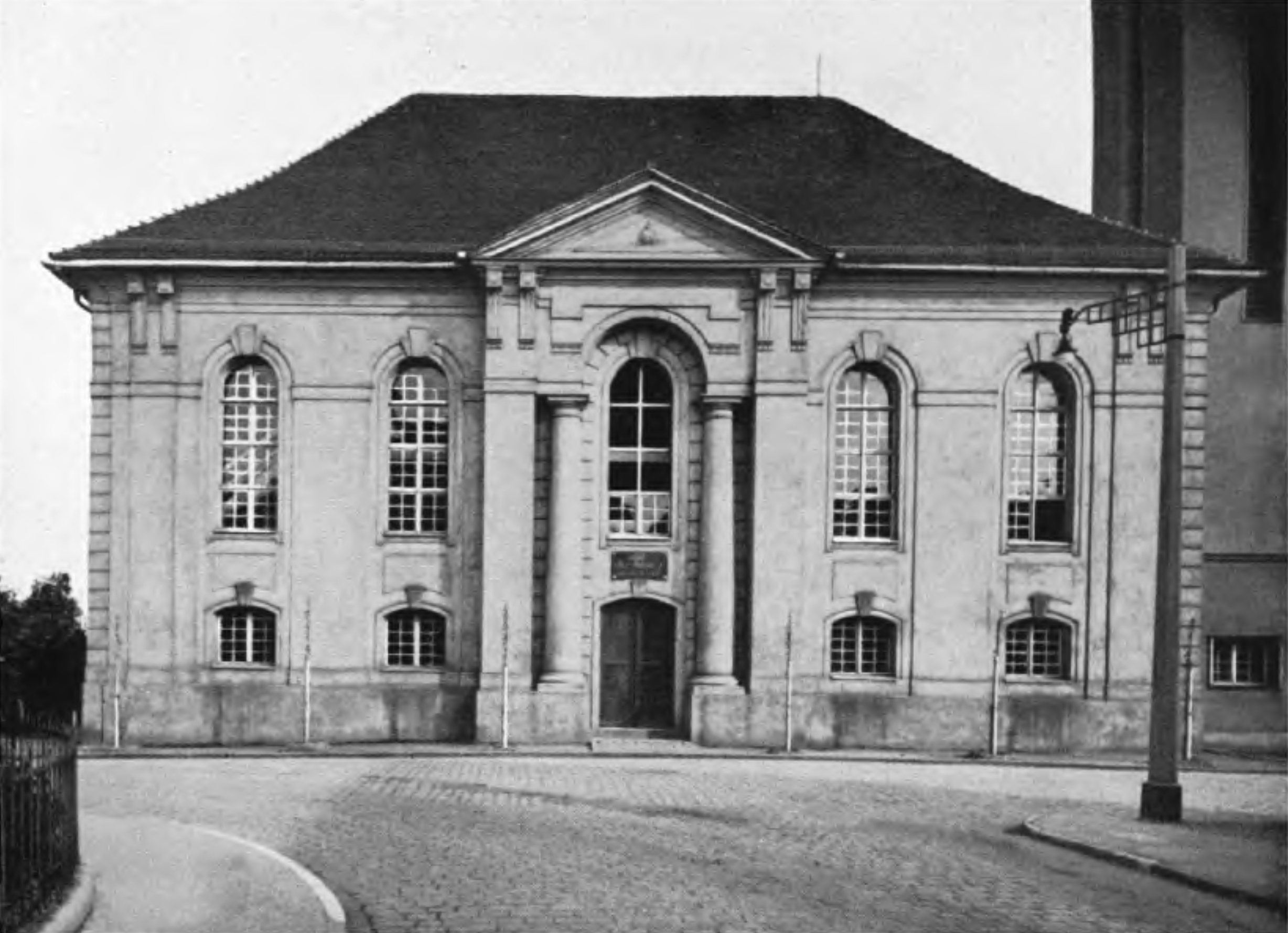
Kościół garnizonowy w Koźlu (przed 1939)

W XVIII wieku Koźle podlegało inspekcji podatkowej w Prudniku. W 1741 podczas wojny o sukcesję austriacką Koźle zostało zajęte przez wojska pruskie. W 1743 postanowiono wybudować tutaj nową twierdzę. Wyburzono austriackie fortyfikacje i rozpoczęto budowę nowych na kształcie gwiazdy pięcioramiennej.
Podczas II wojny śląskiej w 1745 Koźle zostało przejściowo zdobyte przez Austriaków. Miasto zostało odbite po miesięcznym oblężeniu. Bombardowanie zniszczyło większość domów.
W 1746 w Koźlu znajdowała się wartownia pocztowa, podlegająca pod urząd pocztowy w Prudniku. Między Prudnikiem i Koźlem działała poczta wozowa.
Król Prus Fryderyk II Wielki rozumiał strategiczne położenie Koźla i w latach 1746–1754 osobiście doglądał budowy fortyfikacji Twierdzy Koźle.
Podczas wojny siedmioletniej w 1758 wojska austriackie blokowały przez pięć miesięcy Twierdzę Koźle, jednak jej nie zdobyły.
W 1787 w Koźlu było prawie 200 domów. W mieście mieszkało 1710 cywilów (w tym 30 Żydów i 1300 wojskowych). W latach 1792–1821 wybudowano Kanał Kłodnicki, który pobudził rozwój gospodarczy okolic Koźla.
Podczas wojen napoleońskich w 1807 wojska francuskie, bawarskie i wirtemberskie prowadziły nieudane oblężenie Twierdzy Koźle. Erasmus von Deroy, dowódca Pierwszej Dywizji Bawarskiej prowadził oblężenie twierdzy kozielskiej, obroną kierował komendant twierdzy David von Neumann, a po jego śmierci na tyfus Wilhelm von Puttkammer, po 5 miesiącach walk twierdza skapitulowała, nie przekazano jej jednak wojskom bawarsko-francuskim w związku z pokojem w Tylży
W 1846 w Koźlu było 234 domów i 2515 mieszkańców. Na obrzeżach miasta istniało 8 hut i walcowni żelaza, tartak parowy, 60 młynów wodnych, 33 wiatraki itd. Ważnym ośrodkiem przemysłowym były wówczas Sławięcice i Blachownia.
Po Kanale Kłodnickim kursowało rocznie ponad 1000 statków, przewożąc głównie towary Gliwic do manufaktury w Sławięcicach oraz do składnicy towarów żelaznych utworzonej u ujścia Kanału do Odry.
Pod względem wyznania w 1861 w Koźlu mieszkało: 2195 katolików, 475 ewangelików i 181 osób wyznania mojżeszowego.
| Liczba ludności w miejscowości | 1845 | 1855 | 1861 |
| ------------------------------ | ---- | ---- | ---- |
| Koźle (Cosel)                  | 2515 | 2651 | 2851 |

### Rozwój gospodarczy
W 1873 nastąpiła likwidacja twierdzy kozielskiej, co umożliwiło rozwój gospodarczy Koźla. Jednak Koźle nie było już w stanie dogonić sąsiedniego Kędzierzyna.
1876 roku otwarto linię kolejową, która połączyła Koźle z Prudnikiem i Nysą.
W latach 1891–1908 wybudowano port rzeczny w Koźlu-Porcie. Był to największy port rzeczny na Odrze, a drugi po Duisburgu największy port śródlądowy w Niemczech. Przy nim powstały zakłady przemysłowe (fabryka celulozy i papieru, stocznie). W 1898 uruchomiono połączenie kolejowe z Baborowem.
W 1910 w Koźlu żyło 7832 mieszkańców.

### Plebiscyt
W 1919 roku Polska Organizacja Wojskowa Górnego Śląska postanowiła zbrojnie rozstrzygnąć spory terytorialne na swoją korzyść. W tym celu wyznaczono termin wybuchu powstania na noc z 22 na 23 czerwca 1919. Później decyzję zmieniono, jednak nowe rozkazy nie zdołały dotrzeć do wszystkich terenowych komórek na czas. W rejonie Koźla doszło wówczas do starcia z niemiecką policją Grenzschutz Ost (zginęło 3 powstańców).
9 listopada 1919 władze niemieckie przeprowadziły na Górnym Śląsku wybory komunalne. W powiecie kozielskim strona polska zdobyła w Koźlu 1 z 24 mandatów.
W maju 1920 niemiecka bojówka zdemolowała lokal powiatowego Polskiego Komisariatu Plebiscytowego w Koźlu, wskutek czego jego siedzibę przeniesiono do Ciska.
W lutym 1921 niemieccy bojówkarze odbili z kozielskiego więzienia aresztowanych przez aliantów 17 Niemców, których zatrzymano za naruszanie porządku publicznego.
Plebiscyt na Górnym Śląsku odbył się 20 marca 1921. W powiecie kozielskim nie doszło do żadnych incydentów.
| Wyniki plebiscytu w powiecie kozielskim | Wyniki plebiscytu w powiecie kozielskim | Wyniki plebiscytu w powiecie kozielskim | Wyniki plebiscytu w powiecie kozielskim |
| Powiat                                  | za Polską w %                           | za Niemcami w %                         | emigranci w %                           |
| --------------------------------------- | --------------------------------------- | --------------------------------------- | --------------------------------------- |
|                                         |                                         |                                         |                                         |
| Koźle                                   | 25,1                                    | 74,9                                    | 18,4                                    |

### III powstanie śląskie
Podczas III powstania śląskiego 9 maja 1921 nacierające od wschodu siły powstańcze dowodzone przez ppor. W. Fojkisa zdobyły Kędzierzyn. 10 maja 1921 zdobyły Kłodnicę i Koźle-Port wypierając Niemców na drugi brzeg Odry do Koźla.
4 czerwca 1921 niemieckie oddziały przeszły do kontrofensywy, zdobywając Koźle-Port, Kłodnicę i Kędzierzyn.
W lipcu 1922 powiat kozielski został oficjalnie na powrót przekazany administracji niemieckiej.
| Liczba ludności w miejscowości | 1910  | 1925  |
| ------------------------------ | ----- | ----- |
| Koźle (Cosel)                  | 7.802 | 8.048 |

### III Rzesza
W ramach rozpoczętej przez nazistów walki z bezrobociem podjęto budowę Kanału Gliwickiego (lata 1934–1938), który połączył Gliwice z Koźlem-Port. Rozwój gospodarczy sprzyjał wzrostowi liczebności mieszkańców. W maju 1939 w Koźlu żyło 10836 mieszkańców.
Podczas nocy kryształowej z 9 na 10 listopada 1938 naziści spalili synagogę w Koźlu (obecna ul. 24 Kwietnia – wówczas Reinschdorferstrasse).
| Liczba ludności w miejscowości | 1929  | 1935  | 1939   |
| ------------------------------ | ----- | ----- | ------ |
| Koźle (Cosel)                  | 8.169 | 9.496 | 13.321 |

Przygotowując się do kampanii wrześniowej 1939 przeciwko Polsce, wojska niemieckie skoncentrowały w rejonie Koźla 27 Dywizję Piechoty, która miała w drugim rzucie nacierać na Tarnowskie Góry, Zawiercie i Jędrzejów.
W latach 1940–1945 na terenie Koźla istniały podobozy obozu w Łambinowicach i trzy obozy pracy przymusowej.

### W Polsce Ludowej
20 marca 1945 Armia Czerwona zajęła Koźle. Rozebrano zniszczone: ratusz, synagogę i kościół ewangelicki. Koźle zostało siedzibą powiatu kozielskiego. Pierwsi polscy osadnicy przybyli do Koźla pod koniec kwietnia 1945. W początkach lipca rozpoczęło się wysiedlanie do Niemiec mieszkańców narodowości niemieckiej. Pierwszą grupę poprowadzono pieszo do Prudnika, skąd w wagonach towarowych zostali przewiezieni do Zgorzelca.
Na początku 1946 w Koźlu mieszkało 8277 osób, 7 maja 1946 urzędowo uchwalono obecną nazwę osiedla (wówczas miasta).
| Ludność miejscowości według spisu powszechnego | 1950  | 1960   | 1970   |
| ---------------------------------------------- | ----- | ------ | ------ |
| Koźle                                          | 7.145 | 11.281 | 13.200 |

1 stycznia 1958 do Koźla włączono obszar zniesionej gromady Zmudzona (miejscowości Zmudzona i Rybarze) w tymże powiecie.
1 stycznia 1973 z Koźla wyłączono obszar o powierzchni 302,62 ha. Obszar objął przede wszytskim zachodnią część Rogów (przy granicy z Poborszowem, Komornem i Większycami) oraz starorzecze Odry pod Otokiem (włączone do Januszkowic).
15 października 1975 nastąpiło połączenie miast Koźla, Kędzierzyna, Kłodnicy i Sławięcic oraz 3 wsi (Lenartowic, Miejsca Kłodnickiego i Cisowej) – początek dzisiejszego miasta Kędzierzyn-Koźle.
W 1997 prawie całe Koźle zostało zalane przez powódź.

## Gospodarka

### Handel
W Koźlu znajdują się sklepy sieci: Aldi, Biedronka, Intermarche, Lidl, Tesco, Żabka, Drogerie Rossmann i Schlecker, i wiele innych.

## Transport

### Transport drogowy
Miasto jest położone na skrzyżowaniu szlaków komunikacyjnych Górnego i Dolnego Śląska. Przez Koźle przebiega ważna droga krajowa nr 40, z którą krzyżują się drogi wojewódzkie 410 i 418.

### Komunikacja miejska
Miejski Zakład Komunikacyjny w Kędzierzynie-Koźlu posiada w Koźlu 11 przystanków autobusowych: Koszary, Chrobrego, Kochanowskiego, Zakład Energetyczny, Gazowa, Koźle Dworzec PKP, Piastowska I, Urząd Miasta, Dworzec PKS, Nad Odrą, Dunikowskiego.
Kursuje siedem linii autobusowych: 1, 2, 4, 10, 13, 14, 15, dodatkowo wybrane kursy linii 5.

### PKS

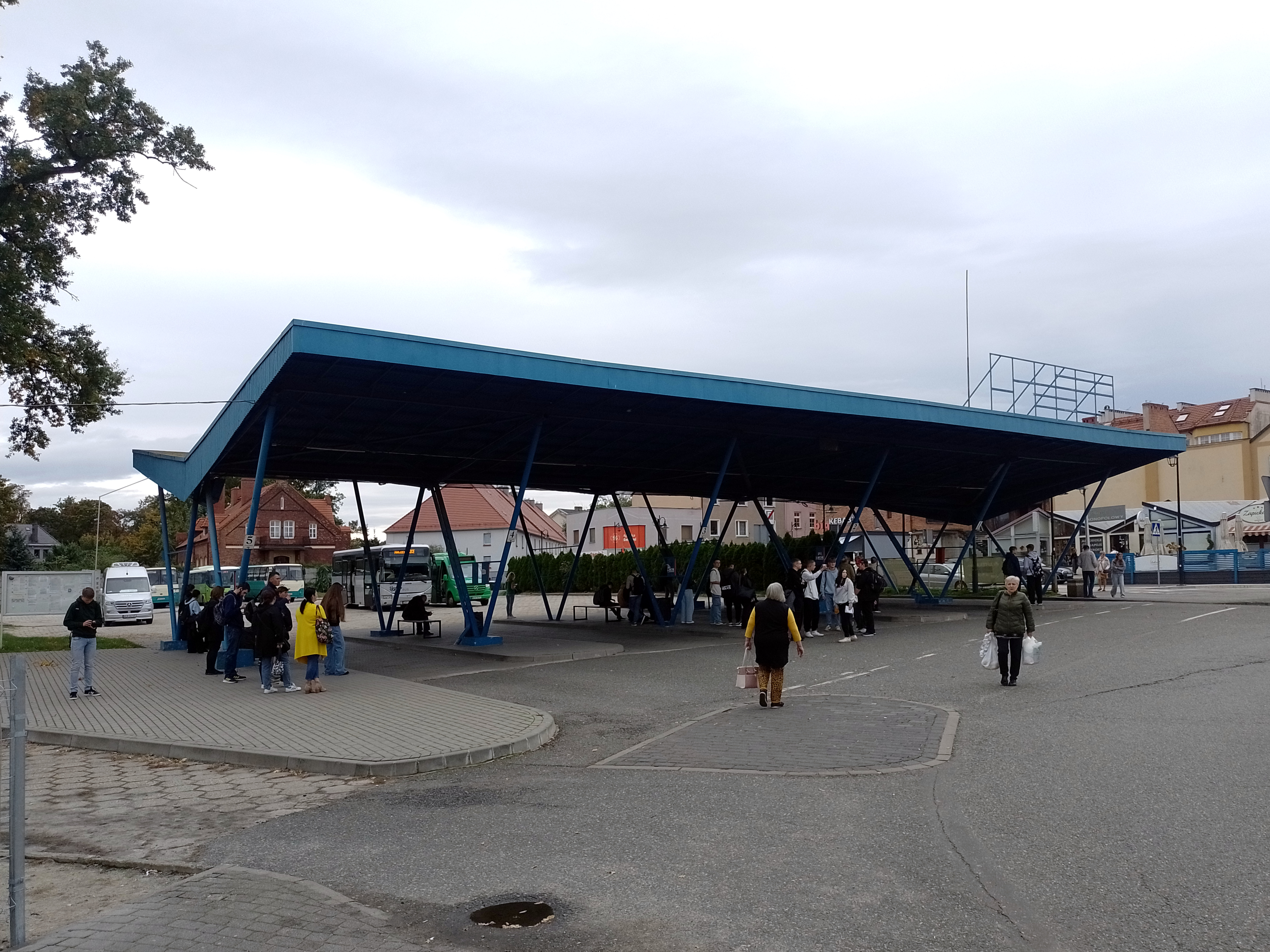
Dworzec autobusowy w Koźlu

Veolia Transport Kędzierzyn-Koźle Spółka z o.o. (byłe Przedsiębiorstwo Komunikacji Samochodowej S.A.) posiada w Kędzierzynie-Koźlu zlokalizowanych około 25 przystanków oraz Dworzec Autobusowy w Koźlu. Veolia obsługuje liczne połączenia lokalne na terenie powiatu Kędzierzyn-Koźle oraz częściowo na terenie powiatów Krapkowice i Prudnik.

### Transport kolejowy
W Koźlu znajduje się przystanek kolejowy Kędzierzyn-Koźle Zachodnie.

## Oświata
- Publiczna Szkoła Podstawowa nr 12 im. Kadeta Zygmunta Kuczyńskiego
- Publiczna Szkoła Podstawowa nr 20
- Publiczne Gimnazjum nr 1 im. Orląt Lwowskich
- I Liceum Ogólnokształcące im. Henryka Sienkiewicza
- Zespół Szkół nr 1 im. Powstańców Śląskich
- Zespół Szkół Żeglugi Śródlądowej im. Bohaterów Westerplatte – jedna z dwóch szkół w Polsce.
- Medyczne Studium Zawodowe im. Marii Minczeskiej
- Dom Dziecka

## Kultura
- Miejski Ośrodek Kultury (ul. Skarbowa 10), który prowadzi szeroko pojętą działalność kulturalną.
- Siedziba Miejskiej Biblioteki Publicznej (Rynek 3).
- Baszta (ul. Kraszewskiego 6). Muzeum ziemi kozielskiej i siedziba Towarzystwa Ziemi Kozielskiej.
- Kino Hel (ul. Pamięci Sybiraków 12) istniało do początku XXI wieku
- Kino „Twierdza” znajdujące się w Miejskim Ośrodku Kultury (ul. Skarbowa 10)

## Religia
- Rzymskokatolicka Parafia św. Zygmunta i św. Jadwigi Śl.
- Rzymskokatolicki kościół pod wezwaniem Najświętszej Marii Panny
- Kościół Zielonoświątkowy – Zbór Betezda

## Sport
- Stadion sportowo-rekreacyjny drużyny Odra (ul. Chrobrego 25) – wykorzystywany do szkolenia i rozgrywek w piłce nożnej oraz do organizacji imprez o różnym charakterze.
- Orlik (ul. Skarbowa 10) – wykorzystywany rekreacyjnie.
- Korty tenisowe (ul. Wiklinowa) – wykorzystywane rekreacyjnie.

## Zabytki
- Stare Miasto;
- Kościół parafialny św. Zygmunta i św. Jadwigi Śląskiej (ul. Złotnicza) z wieżą gotycko-renesansową. Konsekrowany w 1293r (Kędzierzyn – Koźle, Monografia miasta, pod red. E. Nycza, S. Senfta, Opole 2001 s. 29)
- Kościół poklasztorny pw. Wniebowzięcia NMP (ul. Czerwińskiego). Obok kościoła znajdują się budynki dawnego klasztoru franciszkanów z 1753 r.;
- Zespół Zamkowy (ul. Kraszewskiego): wzniesiony na przełomie XIII-XIV wieku na niewielkim wzgórzu. Zachował się mur oporowy z fragmentami półkolistej bastei. Zrekonstruowano Basztę zamkową, trwają prace na terenie przedzamcza;
- Fragmenty dawnych umocnień twierdzy kozielskiej (ul. Konopnickiej, Żeromskiego, Piramowicza, Skarbowa, Planty, Zamkowa, Garncarska, Targowa) wzniesionej w XVIII-XIX wieku. Zachowały się fragmenty fortyfikacji na lewym brzegu Odry (pięć narożników obwodu wału głównego, fragmenty wewnętrznego obwodu walki oraz przedwał z kilkoma hangarami prochowymi. Przedstok z fosą przekształcono w planty miejskie.) i rozproszone umocnienia na brzegu prawym (Fort Fryderyka Wilhelma, Wieża Montalemberta, ul. Portowa);
- Zespół wodociągów miejskich (ul. Filtrowa 14): wieża ciśnień, budynek pompowni, budynek biurowy;
- Śluza „Koźle” (ul. Łukasiewicza) odremontowana po powodzi 1997 r.

## Władze miasta
Przewodniczący prezydium miejskiej rady narodowej, od 1972 naczelnicy miasta:
- Zdzisław Zajdel
- Bolesław Chodyniecki
- Bruno Kozak
- Jerzy Borduszek

Dalej patrz Kędzierzyn-Koźle.

## Służba Zdrowia
- Szpital (ul. Roosevelta 2) – OIOM, laryngologia, okulistyka, chirurgia, noworodki, położnictwo, ginekologia, urologia, ortopedia, dziecięcy.

Trwa budowa nowego skrzydła kozielskiego szpitalu, w którym zgodnie z planem będzie mieściło Szpitalny Oddział Ratunkowy, Centralną Sterylizatornię, Zakład Diagnostyki Laboratoryjnej oraz oddział ortopedii.

## Służby mundurowe

### Areszt śledczy
W Koźlu znajduje się areszt śledczy: Areszt Śledczy Kędzierzyn-Koźle. Areszt śledczy obsługuje sąd i prokuraturę w Kędzierzynie-Koźlu.

### Straż pożarna
Komenda Powiatowej Straży Pożarnej w Kędzierzynie-Koźlu posiada w Koźlu jednostkę ratowniczo-gaśniczą:
- Jednostka Ratowniczo-Gaśnicza nr 2.